# Зарриндашт
Зарриндашт (тадж. Зарриндашт; до 2018 г. — Будинобод) — село в Яванском районе Хатлонской области Республики Таджикистан. Административный центр джамоата (сельской общины) им. Гулсары Юсуфовой (бывш. Навкорам) Яванского района.
Находится на расстоянии 3 км от райцентра (пгт. Яван) и 3 км от центра общины (с. Навкорам).
Население — 2120 чел. (2017).